# Кориария
Кориария (лат. Coriaria) — единственный род растений монотипного семейства Кориариевые, входящего в порядок Тыквоцветные. Включает в себя около 30 видов, имеющий обширный, но разорванный ареал, охватывающий Средиземноморье, Южную и Восточную Азию, Новую Зеландию и другие тихоокеанские острова, Южную и Центральную Америку.

## Биологическое описание
Листья супротивные простые, 2—9 см длиной, без прилистников. Цветки маленькие, зеленоватые, с пятью лепестками, собраны в кистевидные соцветия 2—30 см длиной. Плод — маленькая блестящая чёрная (иногда жёлтая или красная) ягода.

## Виды
По информации базы данных The Plant List (на июль 2016), род включает 16 видов:
- Coriaria angustissima Hook.f.
- Coriaria arborea Linds.
- Coriaria duthiei D.K.Singh & Pusalkar
- Coriaria japonica A.Gray — Кориария японская
- Coriaria kingiana Colenso
- Coriaria kweichovensis Hu
- Coriaria lurida Kirk
- Coriaria microphylla L.
- Coriaria nepalensis Wall. — Кориария непальская
- Coriaria plumosa W.R.B.Oliv.
- Coriaria pottsiana W.R.B.Oliv.
- Coriaria pteridoides W.R.B.Oliv.
- Coriaria ruscifolia L.
- Coriaria × sarlurida Cockayne & Allan
- Coriaria × sarmangusta Allan
- Coriaria terminalis Hemsl. — Кориария верхушечная